# Klemens Wenzel von Metternich
Klemens Wenzel Nepomuk Lothar von Metternich-Winneberg zu Beilstein (n. 15 mai 1773, Koblenz — d. 11 iunie 1859, Viena) a fost un om de stat austriac și unul dintre cei mai importanți diplomați ai timpului său.
A făcut parte din marea aristocrație imperială, născut fiind în familia conților (în germană Graf, în Transilvania Grof) renani von Metternich-Winneberg. În anul 1813 a fost primit titlul de principe (în germană Fürst).
Din 1809 a ocupat funcția de ministru de externe al Imperiului Austriac. În ultimii ani de domnie ai împăratului Francisc I și în perioada domniei împăratului Ferdinand I, a fost de facto, conducătorul statului austriac.
La Congresul de la Viena, a fost principalul negociator și eminența cenușie a istoricului eveniment.
Din punct de vedere politic, el apare ca un apărător al drepturilor monarhice inalienabile, într-o Europă în care începea să adie vântul democrației, fiind considerat deseori un conservator inflexibil și reacționar.
Perioada dintre înfrângerea lui Napoleon la Waterloo în 1815 și Revoluția din 1848 este cunoscută ca Epoca lui Metternich.
Regimul conservator instaurat în Austria și-a găsit expresia clasică în politica promovată de cancelarul Metternich (1773–1859). În concepția sa „liniștea și stabilitatea” erau scopurile principale ale oricărui lider politic. Asemenea noțiuni ca „libertate", „parlamentarism” îi erau cu desăvârșire străine. Ele i se asociau doar cu noțiunile de „boală, vulcan, incendiu, revoluție”. Pentru a menține ordinea în imperiu, el recurgea frecvent la metode represive.
Metternich nu nega verbal posibilitatea înfăptuirii unor reforme, dar afirma totuși că orice reformă este o cedare și destabilizează sistemul monarhic. Principiile preferate ale cancelarului în politica națională erau: centralizare, germanizare și catolicizare.